# Chloridops wahi
El picogrueso wahi o picogordo de Oʻahu (Chloridops wahi) es una especie prehistórica de trepador de miel hawaiano. El picogrueso wahi era endémico de los bosques secos de las islas hawaianas de Kaua'i, O'ahu y Maui. Por el grosor de su pico se alimentaba de semillas más fáciles de romper que las del naio (Myoporum sandwicense), de las que se alimentaba el picogrueso de Kona. La especie ya estaba extinta cuando los europeos desembarcaron en la isla. Al ser sólo conocido por los fósiles, su comportamiento y las razones exactas de su extinción son esencialmente desconocidos. Sus fósiles se han encontrado en todas las islas, pero estaban presentes en mayores concentraciones en las cuevas. El ave era más pequeña que el picogrueso de King Kong (C. regiskongi) en 2 pulgadas (5,1 cm). Tenía una longitud total de 9 pulgadas (23 cm).

## referencias
1. ↑  Pratt, H Douglas (2002). The Hawaiian Honeycreepers. Oxford University Press. p. 212. ISBN 978-0-19-854653-5.
2. ↑  James, Helen F., & Olson, Storrs L. (1991). Descriptions of thirty-two new species of birds from the Hawaiian Islands: Part II. Passeriformes.Ornithological Monographs 46. The American Ornithologists' Union, Washington D.C.

- Datos: Q7959773